# Стенли (певец)
Станислав Йорданов Сланев, известен с псевдонима Стенли, е български поп и рок изпълнител, известен със сътрудничеството си с групите Тангра и Спринт, както и със самостоятелната си кариера на певец и композитор.

## Биография
Стенли завършва специалност „Естрада“ в Музикалната академия. До 1984 г. работи с групите „Такт“ и популярната по това време пловдивска рок група „Паралел 42“. В периода 1984 – 1986 г. е вокал в група „Тангра“, когато излиза емблематичният албум на групата „Тангра ІІ“. Стенли е вокалист на групата, когато „Тангра“ записват хита „Оловният войник“, с който печелят Младежки конкурс за забавна песен през 1985 г. „Тангра“ със Стенли в състава си е първата българска ню уейв група. След това се присъединява към група „Спринт“, където е вокал 2 години.
През 1990 г. започва самостоятелна певческа кариера, работейки с гост музиканти. За албума си от 1992 г. печели наградата „Певец на годината“ от националната „Рок академия“. През 1998 г. получава трета награда на конкурса „Златният Орфей“ за песента си „Човекът от квартала“. Друга известна негова песен става „Обсебен“, записана през 2000 г.
Освен авторска музика, Стенли пише и музика за театрални постановки като „Буря“ на Гриша Островски в Драматично-куклен театър „Константин Величков“, за която получава номинация за „Аскеер“.„Нощта на Кардинала“ на Петър Маринков, копродукция на Театър „Сълза и смях“ и Пазарджишкия театър и „Валентиновден“ на Иван Вирипаев, Драматично-куклен театър „Иван Димов“ – Хасково
Стенли е женен за актрисата, певица и писателка Людмила Сланева – Локо, за чийто албум „Можеш“ (2005) той пише музиката и прави аранжиментите. Пише музика и за „Цветният албум“ (2002) на поп-певицата Ирра.
През 2013 г. участва в риалити шоуто на TV7 „Музикална академия“.
През 2015 г. Стенли става част от рок група „Легендите“ заедно с Йордан Караджов, Константин Цеков, Константин Марков, Митко Кърнев и Любо Киров. 

## Дискография

### С Тангра
- 1986 – „Тангра II“ (с Тангра)

### Соло
- 1990 – „Сълзите на скитника“
- 1992 – „Пътят към храма“
- 1994 – „Как се казваш“
- 2002 – „Обсебен“
- 2019 – „Чужди тела“
- 2025 – „Електро“

### Компилации
- 2004 – „Най-доброто“
- 2016 – „The best“

### Сборни албуми
- 1988 – „Пролет '88“ (песента „Неделя“)
- 1988 – „Панорама на младите 3“ (песента „Манекени“)
- 1990 – „XXI Младежки конкурс за забавни песни '90“ (песента „Изповед“)
- 1992 – „Европодиум '92“ (съдържащ сингъла „Ля ля ля“)
- 1992 – „Векът на любовта. Рок колекция 2“ (песента „Пътят към храма“)